# Pieter Leonard Rijke

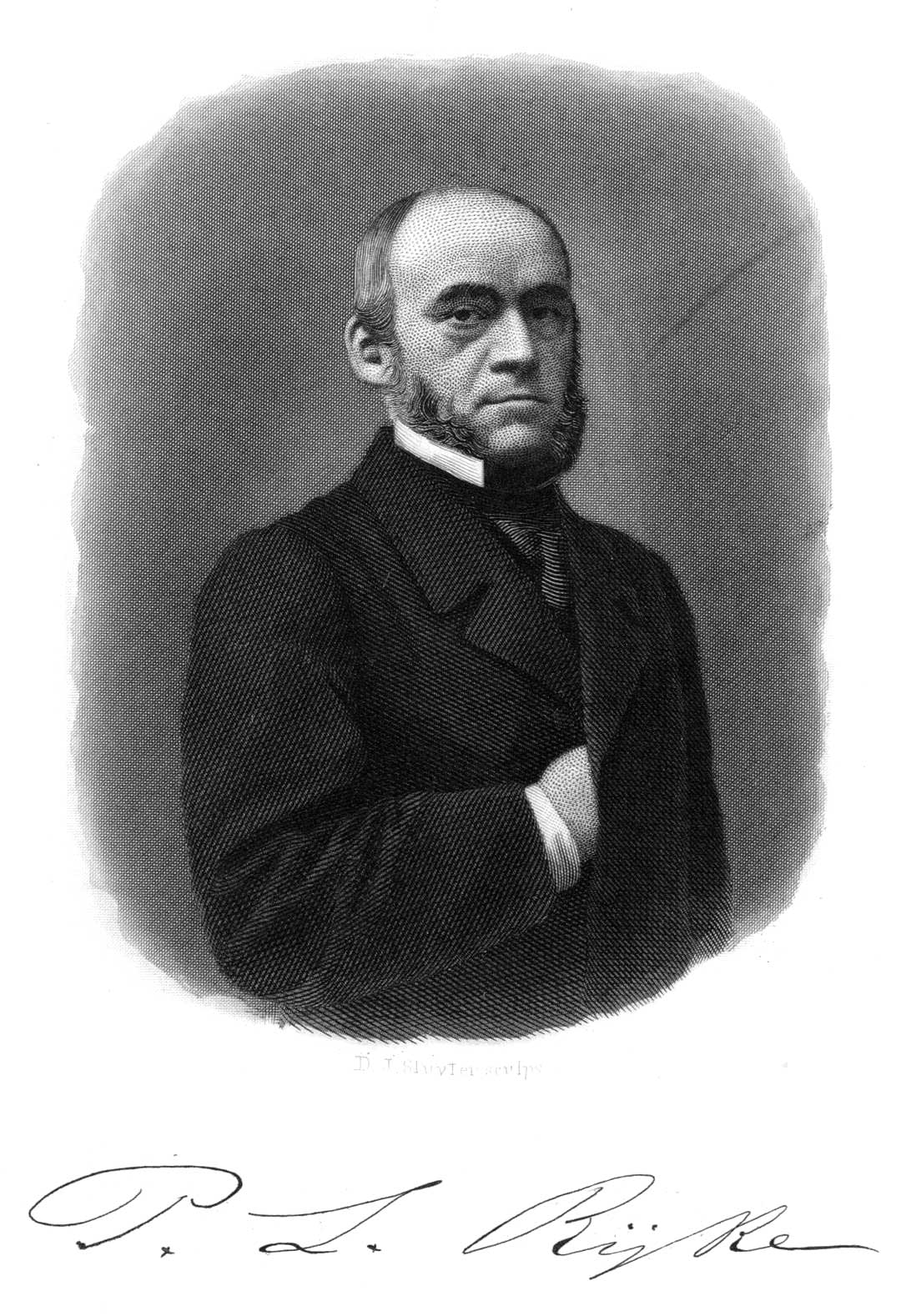
Pieter Leonard Rijke

Pieter Leonard Rijke auch: Petrus Leonardus Rijke, Petro Leonardo Ryke (* 11. Juli 1812 in Hemmen; † 7. April 1899 in Leiden) war ein niederländischer Physiker.

## Leben
Der Sohn des geschichtskundigen Pfarrers Dirk Rijke (* 21. Oktober 1789 in Amsterdam; † 2. August 1830 in Den Haag) und dessen Frau Elisabeth Pieternella Beausar (* 25. September 1786 in Oosterland; † 2. August 1854 in Den Haag), war in Brüssel aufgewachsen. Am 9. Dezember 1830 immatrikulierte er sich an der Universität Leiden, wo er ein Studium der philosophischen Wissenschaften absolvierte wollte. Wie sein Vater, wollte auch er seinen Lebensunterhalt als Pfarrer verdienen. So verfolgte er anfänglich auch ein Studium der Theologie, wofür er auch ein Stipendium der theologischen Fakultät erhielt. Am 15. Januar 1831 gestattete man ihm seine naturwissenschaftlichen Studien fortzusetzen und sein prägender Lehrer wurde hierzu Pieter Johannes Uijlenbroek.
1835 war er als Professor der Naturwissenschaften an das Athenaeum in Maastricht gegangen, wo er auch Vorlesungen zur Chemie gab. Am 30. Juni 1836 promovierte er in Leiden mit der Abhandlung de origine electricitatis Voltaicae zum Doktor der Philosophie. Während seiner Maastrichter Zeit beschäftigte er sich vor allem mit der Vereinheitlichung von Gewichten, den Dampfmaschinen der Fabriken in Limburg, dem Erdmagnetismus und der Elektrizität. Am 5. April 1845 wurde er zum außerordentlichen Professor der Mathematik und Physik an die Universität Leiden berufen, wobei sein Schwerpunkt auf der experimentellen Physik lag. Dieses Amt trat er am 21. September 1845 mit der Rede de Metiris  Petri Johannis Uylenbroek an. Er gründete 1859 in Leiden ein naturkundliches Laboratorium und brachte zu diesem Zweck eine Vielzahl von Instrumenten zusammen. Seine Grundlagenforschungen führten unter anderem zur Entwicklung des Rijke-Rohrs.
Am 10. Mai 1854 ernannte man ihn zum ordentlichen Professor, als welcher er sich auch an den organisatorischen Aufgaben beteiligte und 1862/63 Rektor der Alma Mater wurde. Dieses Amt legte er mit der Rektoratsrede de causis, quibus effectum sit, ut studium disciplinarum physicarum hac nostra aetate tantos fecerit progressus nieder. Noch im selben Jahr nahm man ihn am 1. Mai 1863 in die königlich niederländische Akademie der Wissenschaften als Mitglied auf. Am 3. September 1882 wurde er aus seiner Professur emeritiert und begab sich am 19. September desselben Jahres in den Ruhestand. Dennoch war er nicht rastlos geblieben. Ab dem 16. Februar 1864 war er Mitglied des Staatsrates in außerordentlichem Dienst bis zu seinem Lebensende. Zudem engagierte er sich im hohen Alter als Kurator des Gymnasiums in Leiden.

## Familie
Aus seiner am 1. Juli 1852 in Leiden geschlossenen Ehe mit Johanna Elisabeth Hamaker (* 14. September 1829 in Groesbeek; † 27. Februar 1875 in Leiden), der Tochter des Professors in Franeker und Leiden Hendrik Arend Hamaker (* 23. Februar 1789 in Amsterdam; † 7. Oktober 1835 in Neerlangbroek) und dessen Frau Johanna Theodora Aurelia Camper (* 1. Mai 1797 in Franeker; † 28. September 1835 in Neerlangbroek), sind sechs Söhne und sechs Töchter hervorgegangen. Von den Kindern kennt man:
- Willem Dirk Rijke (* 11. September 1853 in Leiden; † 24. Juli 1861 ebenda)
- Elisabeth Petronella Rijke (* 8. September 1854 in Leiden; † 3. Juni 1857 ebenda)
- Theodora Adriana Sophia Rijke (* 15. Dezember 1855 in Leiden;)
- Frederik Willem Hendrik Rijke (* 28. Oktober 1857 in Leiden;)
- N.N. Rijke (* u. † 11. Dezember 1858 in Leiden)
- Menno Rijke (* 4. Dezember 1859 in Leiden;)
- Eduard Rijke (* 2. September 1861 in Leiden; † 26. Januar 1943 ebenda) verh. 10. September 1885 in Nijmegen (Gelderland) mit Sophie Marie Gevers (* 11. Oktober 1863 in Boro; † 30. Dezember 1917 Hummelo en Keppel (Gelderland)), Tochter von Theodore Jacques Henri Gevers und Johanna Wilhelmina Lans
- Carolina Jacoba Rijke (* 28. November 1862 in Leiden;)
- Petrus Leonardus Rijke (* 6. Oktober 1865 in Leiden;)
- Jacoba Sophia Rijke (* um 1867 in Leiden † 26. Oktober 1938 in Nijmegen)
- Suzanna Maria Rijke (* um 1870 in Leiden † 9. August 1943 ebenda)
- Constant Rijke (* um 1875 in Leiden; † 30. November 1890 in Wageningen)

## Werke
- Responsio ad quaestionem mathematicam qua quaeritur: „Commentatio de projectione stereographica ejusqu usu in geographia et pahasbus defectus solaris delineandis.“ Leiden 1832.
- Praecipuae naturae leges, quae in Luminis diffractione observantur, earumque nexus cum aliis optices phaenomenis. Annal. Acad., Leiden 1832.
- Specimen physicum inaugurale de orginen electricitatis Voltaicae. Maastricht 1836.
- Oratio de meritis Petri Johannis Uyllenbroek. Leiden 1845.
- Betrekking het drinkbaar maken van zeewater door den toestel van de heer Louis Roulet. In: Tijdschrift Der Nederlandsche Maatschappij Tot Bevordering Der Geneeskunst. Arnhem 1850, mit Gerit Simons
- Erklärung der Verstärkung die das durch einen galvanischen Funken verursachte Geräusch erleidet, wenn der Strom unter gewissen umstanden unterbrochen wird. In: Johann Christian Poggendorff: Annalen der Physik und Chemie. Leipzig 1853, Bd. 84, S. 166–172.
- Notiz über die Schlagweite des Ruhmkorff’schen Apparats. In: Johann Christian Poggendorff: Annalen der Physik und Chemie. Leipzig 1856, Bd. 97, S. 67–76.
- Von der Electricitäts-Erregung, welche man beobachtet wenn eine Flüssigkeit den spaharoidalen zustand verlässt. In: Johann Christian Poggendorff: Annalen der Physik und Chemie. Leipzig 1856, Bd. 97, S. 500–508.
- Ueber die Extraströme. In: Johann Christian Poggendorff: Annalen der Physik und Chemie. Leipzig 1858, Bd. 102, S. 481–529.
- Notice of a New Method of causing a Vibration of the Air in a Tube open at both ends. In: The London, Edinburgh and Dublin Philosophical Magazine and Journal of Science. Taylor & Francis, London 1859, Vol. 17, S. 419–422. (online)
- Ueber die Schlagweite der electrischen Batterie. In: Johann Christian Poggendorff: Annalen der Physik und Chemie. Leipzig 1859, Bd. 106, S. 411–453.
- Note on the Inductive Spark. In: The London, Edinburgh and Dublin Philosophical Magazine and Journal of Science. Taylor & Francis, London 1860, Vol. 20, S. 441–446. (online)
- On the Duration of a Spark which accompanies the discharge of an Electrical Conductor. In: The London, Edinburgh and Dublin Philosophical Magazine and Journal of Science. Taylor & Francis, London 1861, Vol. 21, S. 365–369. (online)
- Note on the inductive spark. In: The London, Edinburgh and Dublin Philosophical Magazine and Journal of Science. Taylor & Francis, London 1862, Vol. 24, S. 249–262.
- Levensschets van Willem Jacob 's Gravesande. In: Album der Natuur. 1879, S. 65–88.
- Over de drukking, waaronder het gas door gasbranders gevoerd moet worden. In: Verslagen en Mededeelingen der Koninklijke Akademie van Wetenschappen. Amsterdam, 1874, Deel 9, S. 127–132.
- Over den ijk van Gasmeters. Leiden 1875.
- Iets over den microphoon. In: Verslagen en Mededeelingen der Koninklijke Akademie van Wetenschappen. Amsterdam 1879, Deel 14, S. 1–26.
- Bijdragen tot de geschiedenis van het gasonderzoek te Leiden. Leiden 1882.